# Pedro Pasculli
 Pedro Pablo Pasculli  (Santa Fe, 1960. május 17. –) világbajnok argentin labdarúgó, edző.

## Pályafutása

### Játékosként
Csatárként játszott a Colón de Santa Fe, az Argentinos Juniors és az olasz Lecce csapataiban. 1984-ben argentin gólkirály volt. Ő a Lecce történetének második legtöbb gólt szerzett játékosa. Egy Japánban töltött idény után, pályafutása végén, 1996-ban a Casertana FC csapatát segítette feljutni a Serie C2-be (olasz negyedosztály), majd az indonéz Pelita Jaya volt az utolsó csapata.
Pasculli 1986-ban megnyerte a világbajnokságot az argentin válogatottal. Az Uruguay elleni nyolcaddöntőben gólt is szerzett

#### Sikerei, díjai
| Szezon             | Klub               | Cím                        |
| ------------------ | ------------------ | -------------------------- |
| Metropolitano 1984 | Argentinos Juniors | Primera División Argentina |
| Nacional 1985      | Argentinos Juniors | Primera División Argentina |
| 1986               | Argentína          | Labdarúgó-világbajnokság   |

### Edzőként
Játékos pályafutása után a világ számos pontján volt edző. Az ugandai válogatott szövetségi kapitánya is volt, az olasz Serie D-ben a Verbania csapatát edzette, majd Albániában a Dinamo Tirana élén dolgozott. 
2012-ig Salentóban élt és számos ottani kis csapatnál dolgozott. 2012. március 8-a óta a Cittanova edzője az olasz Serie D-ben.